# Бежиця
Бе́жиця (рос. Бежица) — колишній населений пункт у Брянській області, спочатку селище, потім місто, тепер становить Бежицький район міста Брянська. Знаходиться на півночі міста Брянська, біля впадання річки Болва в річку Десну.

## Історія
Населений пункт виник у середині 1860-х років під час будівництва Орловсько — Вітебської залізниці. Спочатку мав назву Губоніне, за прізвищем промисловця і землевласника П. І. Губоніна. Рух залізницею було відкрито 1868 року. Залізнична станція спочатку мала назву Бежицька або Бежиця за назвою сусіднього села Бежиці (рос. Бежичи, не плутати з Бежицею), наприкінці XIX століття перейменована на станцію Болва за назвою річки.
1873 року у Бежиці Брянським акціонерним товариством було засновано Брянський рейкопрокатний, залізоробний, сталеливарний і механічний завод.

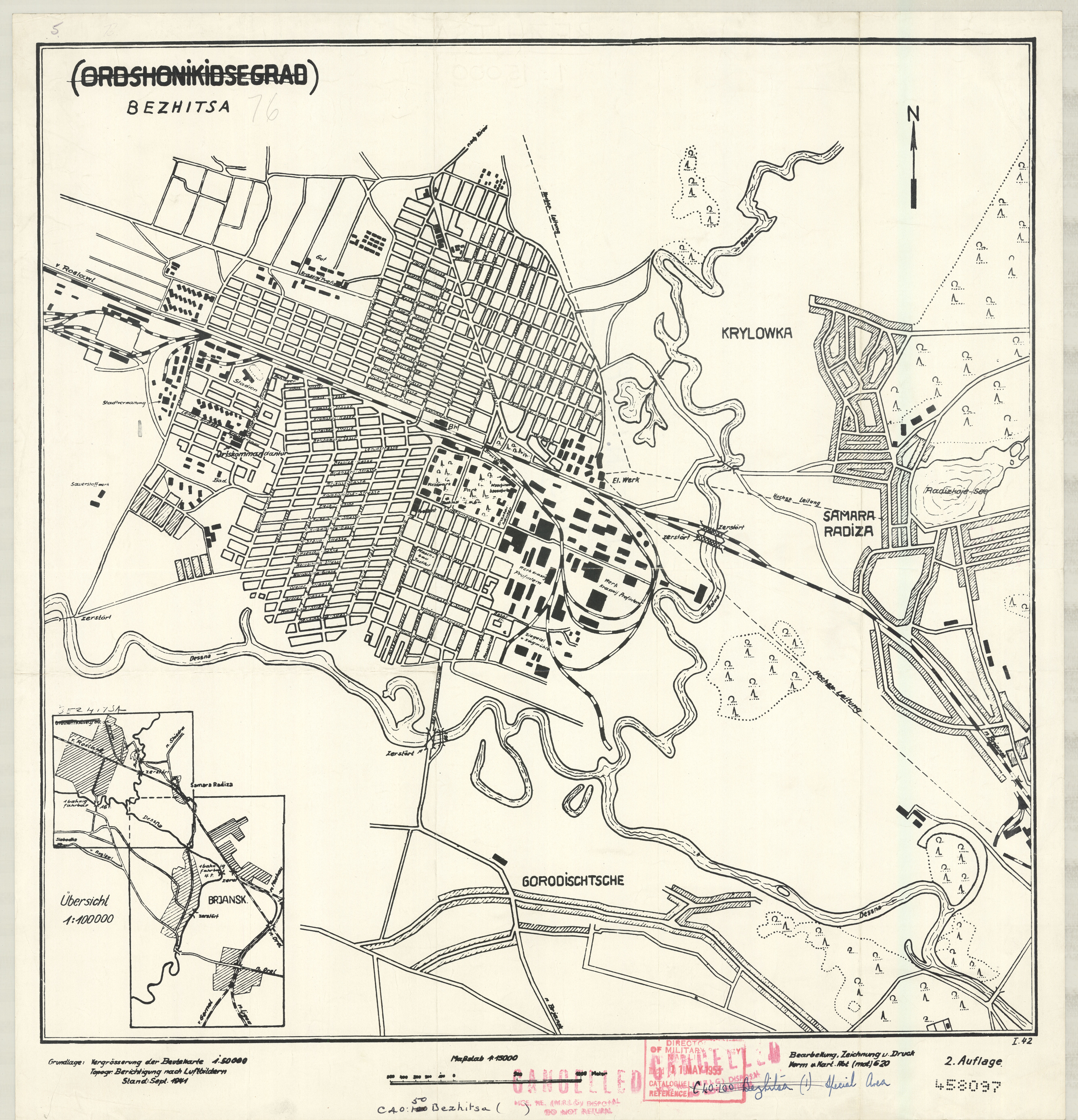
План міста Бежиця, 1941 р.

1925 року Бежиця отримала статус міста. З 1921 по 1929 роки — центр Бежицького повіту Брянської губернії. З 1936 по 1943 роки мало назву Орджонікідзеград.
2 липня 1956 року згідно з постановою Верховної Ради РРФСР місто було приєднано до міста Брянська. Місто Бежиця стало Бежицьким районом міста Брянська і є найбільшим районом міста за площею і за населенням.

## Населення
|                         | 1897 | 1920 | 1926 | 1939 | 1959 | 1970  | 1979  | 1989  | 1999  | 2002  | 2009  |
| ----------------------- | ---- | ---- | ---- | ---- | ---- | ----- | ----- | ----- | ----- | ----- | ----- |
| Населення, тис. чоловік | 15,0 | 21,6 | 31,8 | 82,3 | 96,0 | 130,5 | 153,2 | 173,8 | 173,6 | 160,0 | 153,0 |

## Уродженці
- Подьякова Роза Іванівна (1925—1969) — російська радянська акторка, народна артистка УРСР.
- Медведєв Дмитро Миколайович (1898—1954) — капітан держбезпеки СРСР, полковник, Герой Радянського Союзу (1944).